# 帕森斯菲爾德 (緬因州)
帕森斯菲爾德（英語：Parsonsfield）是一個位於美國緬因州約克縣的鎮。

## 人口
根據2020年美國人口普查的數據，帕森斯菲爾德的面積為155.17平方千米，當中陸地面積為152.52平方千米，而水域面積為2.64平方千米。當地共有人口1791人，而人口密度為每平方千米12人。